# Pseudoheptamelus runari
Pseudoheptamelus runari är en stekelart som beskrevs av Otto Conde 1932. Pseudoheptamelus runari ingår i släktet Pseudoheptamelus, och familjen bladsteklar. Enligt den finländska rödlistan är arten nära hotad i Finland. Arten har ej påträffats i Sverige. Artens livsmiljö är friska och lundartade moar.